# U-302
| U-302                      | U-302                                                          | U-302                                                          |
| -------------------------- | -------------------------------------------------------------- | -------------------------------------------------------------- |
|                            |                                                                |                                                                |
|                            |                                                                |                                                                |
|                            |                                                                |                                                                |
| Під прапором               | Третій рейх                                                    | Третій рейх                                                    |
| Спуск на воду              | 25 квітня 1942 року                                            | 25 квітня 1942 року                                            |
| Виведений зі складу флоту  | 6 квітня 1944 року                                             | 6 квітня 1944 року                                             |
| Сучасний статус            | затоплений                                                     | затоплений                                                     |
| Проєкт                     |                                                                |                                                                |
| Тип ПЧ                     | Торпедний ДПЧ                                                  | Торпедний ДПЧ                                                  |
| Основні характеристики     |                                                                |                                                                |
| Швидкість (надводна)       | 17,7 вузлів                                                    | 17,7 вузлів                                                    |
| Швидкість (підводна)       | 7,6 вузлів                                                     | 7,6 вузлів                                                     |
| Робоча глибина занурення   | 100 м                                                          | 100 м                                                          |
| Гранична глибина занурення | 220 м                                                          | 220 м                                                          |
| Екіпаж                     | 44 осіб                                                        | 44 осіб                                                        |
| Розміри                    |                                                                |                                                                |
| Довжина найбільша (по КВЛ) | 67,1 м                                                         | 67,1 м                                                         |
| Ширина корпусу найб.       | 6,2 м                                                          | 6,2 м                                                          |
| Висота                     | 9,6 м                                                          | 9,6 м                                                          |
| Середня осадка (по КВЛ)    | 4,70 м                                                         | 4,70 м                                                         |
| Водотоннажність надводна   | 769 т                                                          | 769 т                                                          |
| Озброєння                  |                                                                |                                                                |
| Артилерія                  | одна палубна гармата калібру 88-мм, одна 20-мм зенітна гармата | одна палубна гармата калібру 88-мм, одна 20-мм зенітна гармата |
| Торпедно- мінне озброєння  | 4 носових і один кормовий ТА. 14 торпед або 26 мін             | 4 носових і один кормовий ТА. 14 торпед або 26 мін             |

U-302 — німецький підводний човен типу VIIC, часів Другої світової війни.
Замовлення на будівництво човна було віддане 6 серпня 1940 року. Човен був закладений на верфі суднобудівної компанії «Flender Werke AG» у місті Любек 2 квітня 1941 року під заводським номером 302, спущений на воду 25 квітня 1942 року, 16 червня 1942 року увійшов до складу 8-ї флотилії. Також за час служби входив до складу 11-ї, 13-ї та 9-ї флотилій. Єдиним командиром човна був капітан-лейтенант Герберт Зікель.
Човен зробив 8 бойових походів, в яких потопив 3 судна водотоннажністю 12 697 брт.
Потоплений 6 квітня 1944 року в Північній Атлантиці північно-західніше Азорських островів (45°05′ пн. ш. 35°11′ зх. д. / 45.083° пн. ш. 35.183° зх. д.) глибинними бомбами британського фрегата «Свол». Всі 51 члени екіпажу загинули.

## Потоплені та пошкоджені кораблі[3]
| Назва         | Тип            | Належність | Дата           | Тоннаж (БРТ) | Вантаж                 | Статус    | Місце                                                       |
| Диксон        | вантажне судно | СРСР       | 28 серпня 1943 | 2 920        |                        | потоплено | 75°43′ пн. ш. 89°38′ сх. д. / 75.717° пн. ш. 89.633° сх. д. |
| Ruth I        | вантажне судно | Норвегія   | 6 квітня 1944  | 3 531        | Сталь та пиломатеріали | потоплено | 45°05′ пн. ш. 35°11′ зх. д. / 45.083° пн. ш. 35.183° зх. д. |
| South America | танкер         | Норвегія   | 6 квітня 1944  | 6 246        | 7800 т сирої нафти     | потоплено | 45°05′ пн. ш. 35°11′ зх. д. / 45.083° пн. ш. 35.183° зх. д. |